# John Blewett III
Pas d'image ? Cliquez ici
John Blewett III, né le 25 octobre 1973 et décédé le 16 août 2007, est un pilote automobile américain de NASCAR.
Il trouve la mort lors d'une course du Whelen Modified Tour au Thompson International Speedway. Blewett participait au Modified Tour depuis 1995 avec 164 courses disputées pour 10 victoires.